# Mieczysław Siemieński

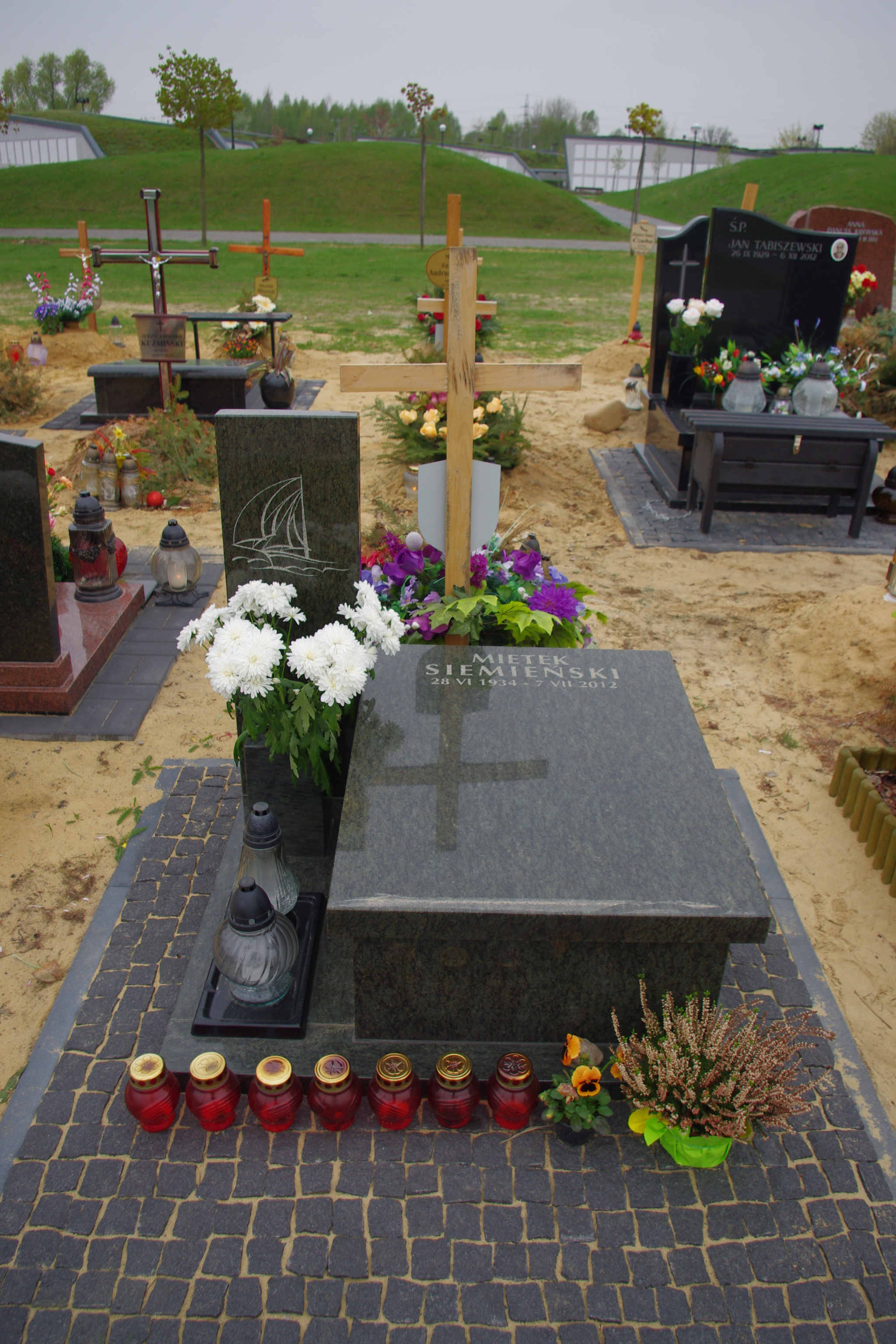
Grób Mieczysława Siemieńskiego (1934–2012) na Cmentarzu Komunalnym Północnym w Warszawie

Mieczysław Siemieński (ur. 28 czerwca 1934 w Kaliszu, zm. 7 lipca 2012 w Warszawie) – polski reżyser i scenarzysta filmów dokumentalnych, autor wielu książek, w tym licznych pozycji literatury harcerskiej.
Za film Odwyk otrzymał w 1982 nagrodę Brązowego Lajkonika na Krakowskim Festiwalu Filmowym.
Wraz z Maciejem Leszczyńskim był współautorem (scenariusz i reżyseria) powstałego w latach 1983–1984 cyklu 16 filmów dokumentalnych o związkach wyznaniowych w Polsce pt. Religie i kościoły w Polsce.
Zmarł 7 lipca 2012. Został pochowany 13 lipca 2012 na Cmentarzu Komunalnym Północnym w Warszawie.

## Publikacje książkowe
- Nauczycielom o zuchach (1958)
- Zuchy w twojej wsi i miasteczku (1960)
- Zostań drużynowym zuchów! (1961)
- Nie trać czasu na podwórku, boisku, w świetlicy. Dziecięce zabawy, gry, imprezy (1966)
- Twój zastęp (1967)
- Granice (1973)
- Defilada (1975)
- Prezent (1975)
- Pięć minut, ja i matka (1976)
- Przepraszam was chłopcy (1977)
- Królowa (1980)
- Te wielkie klocki (1983)
- Po tej stronie granicy : zapis stanu świadomości o polskich narkomanach i narkomanii w Polsce w pierwszej połowie roku 1981 (1985)
- Ależ ten star się stara! (1986)
- Biała flota (1989)
- Księga świąt i obyczajów żydowskich : było, minęło... (1993)
- Kadisz za Rozełe (2012)
- Rozmowy z Erichem Kochem : próbowałem zmienić świat (2012)[4]

## Scenarzysta i reżyser
- 1983: Soli Deo Gloria
- 1984: Świat i Światowid
- 1984: To co zostało
- 1984: Viva Vox
- 1984: W każdej garstce popiołu
- 1984: Wolni w myśli i sumieniu
- 1986: Pokój jak serca bicie
- 1986: Wszystkie dzwony biją
- 1986: XXXV lat
- 1987: Kuala Lumpur
- 1987: Model
- 1987: Skarby ciemnolicej Madonny
- 1987: Skarby Jagiellonki
- 1987: Światowy Uniwersytet Duchowy
- 1987: Znajda
- 1988: Holokaust
- 1988: Ogniki
- 1988: Pamięć
- 1992: Kadisz. Ostatni Żydzi z Szargorodu
- 1994: Czarnobyl. Klątwa piołunu
- 1995: Rosyjska dusza Siergieja[1]

## SerialReligie i kościoły w Polsce
- Czas Ostateczny. Kościół Katolicki Mariawitów (1983)
- Hospody Pomyłuj. Polski Autokefaliczny Kościół Prawosławny (1983)
- Niezwykłe rozgrzanie serca. Kościół Metodystyczny (1983)
- Oby wszyscy byli jedno. Starokatolicki Kościół Mariawitów (1983)
- Prawdą, Pracą, Walką... Kościół Polskokatolicki (1983)
- Prawdę i pokój miłujcie. Polski Kościół Chrześcijan Baptystów (1983)
- Soli Deo Gloria. Kościół Ewangelicko Reformowany (1983)
- Szalom Uvracha. Pokój i Błogosławieństwo. Związek Religijny Wyznania Mojżeszowego (1983)
- Viva Vox. Kościół Ewangelicko-Augsburski w PRL (1983)
- W imię Ducha Świętego. Zjednoczony Kościół Ewangeliczny (1983)
- Znaki Czasu. Kościół Adwentystów Dnia Siódmego (1983)
- Allahu Akbar - Bóg Jest Największy! Muzułmański Związek Religijny (1984)
- Dobra Nowina o Królestwie. Świadkowie Jehowy (1984)
- Duch Czasów. Kościół Chrześcijan Dnia Sobotniego (1984)
- Ludzka droga. Stowarzyszenie Buddyjskie Zen Czogie (1984)
- Om Shanti. Brahma Kumaris Raja Yoga (1984)[3]